# 上北山郵便局
上北山郵便局（かみきたやまゆうびんきょく）は奈良県吉野郡上北山村にある郵便局。民営化前の分類では集配特定郵便局であった。

## 概要
住所：〒639-3799 奈良県吉野郡上北山村河合357-1

## 沿革
- 1882年（明治15年）9月30日 - 河合（かわい）郵便局（五等）として開設[1]。
- 1885年（明治18年）11月20日 - 貯金取扱を開始。
- 1892年（明治25年）5月16日 - 為替取扱を開始。
- 1911年（明治44年）8月16日 - 上北山郵便局に改称。
- 1971年（昭和46年）12月10日 - 電話交換、和文電報配達、欧文電報受付・配達および国際電報受付・配達の各業務を上北山電報電話局に移管[2]。
- 2005年（平成17年）4月1日 - 東の川簡易郵便局の廃止に伴い、取扱事務を承継[3]。
- 2007年（平成19年）3月5日 - ゆうゆう窓口（郵便時間外窓口）を廃止し、配達センター局に移行。
- 2007年（平成19年）10月1日 - 民営化に伴い、併設された郵便事業下市支店上北山集配センターに一部業務を移管。
- 2012年（平成24年）10月1日 - 日本郵便株式会社発足に伴い、郵便事業下市支店上北山集配センターを上北山郵便局に統合。
- 2023年（令和5年）3月4日 - 同局配達車と休暇中の大阪府警警察官が運転する車が追突し運転していた配達員の男性が死亡する事故が発生。

## 取扱内容
- 郵便、印紙、ゆうパック、内容証明
- 貯金、為替、振替、振込、国際送金、国債
- 生命保険、バイク自賠責保険
- ゆうちょ銀行ATM
- 吉野郡上北山村内（「639-37xx」区域）の集配業務

## 風景印
- 図案は大峰山と塩辛谷。局名表記は「奈良　上北山」
- 使用開始日は1952年（昭和27年）5月1日

## 周辺
- 上北山村役場
- 上北山村立上北山小学校

## アクセス
- 近鉄吉野線 大和上市駅（停留所名は「上市駅」)より奈良交通が運行受託する南部地域連携コミュニティバス「R169ゆうゆうバス」下桑原行に乗車し 上北山郵便局前停留所下車（便は1日1往復のみ）だが、平日の福神駅発上市駅経由下桑原行は夕方の窓口営業時間終了後に到着する1本のみのため、近鉄駅から公共交通機関だけを使い当日中に郵便窓口へ来訪するのは困難である。
- 国道169号沿い